# Gavião Peixoto
Gavião Peixoto es un municipio brasileño del estado de São Paulo. Municipio creado el 27 de diciembre de 1995. Se localiza a una latitud 21º50'20" sur y a una longitud 48º29'41" oeste, estando a una altitud de 515 metros. Su población estimada en 2004 era de 4.120 habitantes.
Posee un área de 243,7 km².

## Demografía
Datos del Censo - 2000
Población Total: 4.126
- Urbana: 2.749
- Rural: 1.377
- Hombres: 2.205
- Mujeres: 1.921

Densidad demográfica (hab./km²): 16,93
Mortalidad infantil hasta 1 año (por mil): 15,63
Expectativa de vida (años): 71,34
Tasa de fertilidad (hijos por mujer): 2,61
Tasa de Alfabetización: 87,76%
Índice de Desarrollo Humano (IDH-M): 0,763
- IDH-M Salario: 0,667
- IDH-M Longevidad: 0,772
- IDH-M Educación: 0,851

(Fuente: IPEADATA)

## Hidrografía
- Río Jacaré Guaçu
- Río Boa Esperança

## Carreteras
- SP-255
- SP-331

## Aeropuerto
- Aeródromo de Gavião Peixoto

## Administración
- Prefecto: Ronivaldo Sampaio Fratuci (2009/2012)
- Viceprefecto: Adriano Marçal da Silva
- Presidente de la cámara: Gregório Gulla Júnior (2009/2010)

## Religión
El Cristianismo está presente en la ciudad de la siguiente manera:

### Iglesia Católica
La iglesia católica del municipio forma parte de la Diócesis de São Carlos.

### Iglesia Protestante
En la ciudad están presentes las más diversas creencias evangélicas, principalmente pentecostales, incluidas las Asambleas de Dios de Brasil (la iglesia evangélica más grande del país), Congregación Cristiana, entre otras. Estas denominaciones están creciendo cada vez más en todo Brasil.